# 9134 Енке
9134 Е́нке (9134 Encke) — астероїд головного поясу, відкритий 24 вересня 1960 року.
Тіссеранів параметр щодо Юпітера — 3,283.